# Brede Spærregletsjer
De Brede Spærregletsjer is een gletsjer in Nationaal park Noordoost-Groenland in het noordoosten van Groenland. 
De gletsjer is vernoemd naar de blokkerende werking die de gletsjer had in het fjord.

## Geografie
De gletsjer is zuidwest-noordoost georiënteerd en heeft een lengte van meer dan twintig kilometer. Ze ligt in het noorden van de Prinses Caroline-Mathilde Alpen en mondt in het noordoosten uit in het Ingolffjord.
Aan de overzijde van de monding van de Brede Spærregletsjer, mondt de Smalle Spærregletsjer uit.